# ریودیتس د لا سلبا
ریودیتس د لا سلبا (به اسپانیایی: Riudellots de la Selva) یک شهرستان در اسپانیا است که در استان خرنا واقع شده‌است.

## خصوصیات
ریودیتس د لا سلبا ۱۳٫۲ کیلومترمربع مساحت و ۱٬۹۷۵ نفر جمعیت دارد و ۹۸ متر بالاتر از سطح دریا واقع شده‌است.